# Wiktor Stasiuk
Wiktor Stasiuk (ur. 29 marca 1947 w Hrubieszowie, zm. 28 listopada 2012 w Warszawie) – polski trener piłki nożnej, trener reprezentacji Polski niższych kategorii wiekowych.

## Kariera trenerska
Ukończył studia w Akademii Wychowania Fizycznego w Warszawie. Przez całą karierę trenerską związany był z MOS Agrykola Warszawa. Zdobył z tym klubem mistrzostwo Polski Szkolnego Związku Sportowego w 1971, 1978 i 1984
1 sierpnia 1988 został trenerem reprezentacji Polski juniorów (urodzonych po lipcu 1973), ze swoją drużyną zdobył w 1990 brązowy medal mistrzostw Europy w kategorii U-16 (wśród jego zawodników byli m.in. Jacek Chańko, Arkadiusz Onyszko i Krzysztof Ratajczyk), prowadził ją także w kolejnych latach w kategoriach U-18 i U-21 (od 1992 do marca 1994).
Jego zawodnikami w Agrykoli byli m.in. Andrzej Sikorski, Jacek Kazimierski, Tomasz Cebula, Zbigniew Tietz, w reprezentacji - Bogusław Wyparło, Radosław Majdan, Jacek Bąk, Krzysztof Ratajczyk, Piotr Mosór, Henryk Bałuszyński, Piotr Świerczewski, Adam Ledwoń, Cezary Kucharski, Andrzej Kubica, Michał Probierz, Olgierd Moskalewicz.